# Bradavičtí zaměstnanci
Toto je seznam zaměstnanců a duchů Školy čar a kouzel v Bradavicích z fantasy románů Harry Potter.

## Zaměstnanci

### Severus Snape
Je profesorem lektvarů, ale touží po místě profesora obrany proti černé magii.
Ještě před Voldemortovým pádem roku 1981 vstupuje Severus Snape do Fénixova řádu. Do Voldemortova pádu tedy fungoval jako dvojitý agent. Vystavoval se smrtelnému nebezpečí ze strany Voldemorta a Smrtijedů jen proto, aby ochránil syna Lily Potterové – Harryho. Přestože je nepopiratelným odborníkem na lektvary a vynikajícím kouzelníkem, jeho pedagogické metody jsou značně rozporuplné. Svým studentům se často vysmívá a ponižuje je a viditelně nadržuje svojí vlastní koleji. V 6. díle se stává profesorem obrany proti černé magii. To se mu ale stane osudným, protože místo učitele obrany proti černé magii je prokleté. Každý kdo na něj nastoupí zde vydrží jen rok. Nutno dodat, že velmi pozvedne úroveň tohoto předmětu. Na konci téhož školního roku, při napadení Bradavic smrtijedy zorganizovaném Dracem Malfoyem, zabije odzbrojeného Albuse Brumbála kletbou Avada Kedavra. Později se však dozvídáme, že tento čin byl nutný, a byl spáchán na přímou žádost samotného Albuse Brumbála. Po pokusu o zničení jednoho z viteálů je Brumbál postižen kletbou, která ho pomalu zabíjí. Blízká smrt je pro něj tedy nevyhnutelná. Protože ale věří, že Draco Malfoy se ještě může změnit, nechce, aby ho zabil. Snape pak uprchne společně se Smrtijedy na neznámé místo. Krátce poté se Voldemort dostává k plné moci a Snape se stává bradavickým ředitelem. I když je na straně dobra, podaří se mu až do úplného konce klamat Pána zla. Ten ho zabije jen proto, že se domnívá, že Snape se zabitím Albuse Brumbála stal právoplatným majitelem Bezové hůlky. Hůlka sice patří kouzelníkovi, který předchozího majitele porazil nebo zabil, ale Brumbála před smrtí odzbrojil Malfoy, hůlka tedy byla loajální vůči němu. Protože ale později Malfoye odzbrojil Harry, stal se právoplatným majitelem Malfoyovy i Bezové hůlky a Snape zemřel zbytečně.

### Cuthbert Binns
Cuthbert Binns je jediným učitelem v Bradavicích, který je duchem, učí dějiny čar a kouzel. V knize je řečeno, že už byl velmi starý, když si ve sborovně zdříml a ve spánku zemřel. Když se probudil tak se jednoduše zvedl a šel učit svou další třídu.
Jeho hodiny jsou nepřekonatelně nudné, protože dokáže i o možná zajímavých událostech mluvit naprosto bez vzrušení a monotónním hlasem.
Jeho nejdůležitějším činem v knize bylo, když ve druhém díle studentům Nebelvíru vyprávěl o tajemné komnatě. Tehdy byl prý dokonce překvapen, že na něj vůbec nějaký student mluví, a neznal žádného z nich jménem. Tato hodina byla jednou z mála, ve kterých ho studenti poslouchali. Ve filmu se ale neobjevil, protože o tajemné komnatě studentům pověděla profesorka McGonagallová.

### Phineas Nigellus Black
Phineas Nigellus Black (1847–1926) je prapradědeček Siriuse Blacka a bývalý ředitel Bradavic. Sirius tvrdí, že Phineas Nigellus byl nejméně populární ředitel, jakého kdy Bradavice měly, avšak Harry si po krátkém ředitelování Dolores Jane Umbridgeové myslí něco jiného. Jeho portrét visí stejně jako portréty ostatních bývalých ředitelů a ředitelek Bradavic v pracovně ředitele, kde má pomáhat současnému řediteli. Jeho druhý portrét visí na Grimmauldově náměstí 12, rodovém sídle Blacků. Phineas mezi nimi může libovolně cestovat tak, jak je v kouzelnickém světě zvykem. V knize se Phineas poprvé objeví v 5. díle, kde kritizuje Harryho, když se hádá s Brumbálem.
Nevychází se svým prapravnukem a mladými lidmi, ale byl rozrušený, když se dozvěděl o Siriově smrti, pravděpodobně kvůli tomu, že to byl poslední žijící mužský člen rodu Blacků.
V sedmém díle Hermiona vezme jeho portrét z Grimmauldova náměstí a umístí ho do své prostorné kabelky, ten tak informoval Snapea, pokud mohl, o pohybu hlavní trojice.
| Ředitel Bradavic              | Ředitel Bradavic                 | Ředitel Bradavic         |
| ----------------------------- | -------------------------------- | ------------------------ |
| Předchůdce: Brutus Scrimgeour | 1847–1926 Phineas Nigellus Black | Nástupce: Armando Dippet |

### Armando Dippet
Armando Dippet je bývalý ředitel Bradavic, předchůdce Brumbála. V knize se poprvé objevil ve druhém díle ve vzpomínce mladého Voldemorta, do které se Harry dostal prostřednictvím Voldemortova starého deníku, o kterém bylo později zjištěno, že je to viteál. Jeho portrét visí v pracovně ředitele Bradavic a stejně jako ostatní portréty má za úkol sloužit současnému řediteli.
V sedmém díle je uvedeno, že Rita Holoubková napsala knihu s názvem Armando Dippet: Inteligent, nebo idiot?
| Ředitel Bradavic                   | Ředitel Bradavic         | Ředitel Bradavic        |
| ---------------------------------- | ------------------------ | ----------------------- |
| Předchůdce: Phineas Nigellus Black | 1926–1956 Armando Dippet | Nástupce: Albus Brumbál |

### Firenze
Firenze je kentaur, v pátém díle začal po nuceném odchodu Sibylly Trelawneyové vyučovat jasnovidectví. Poprvé se objevil již v prvním díle, kdy Harryho zachránil před Voldemortem. K nelibosti ostatních kentaurů vezl Harryho na zádech, což je mezi nimi považováno jako symbol toho, že slouží lidem. V pátém filmu se Firenze neobjevil, i když v knize učil v Bradavicích na volném místě po profesorce Trelawneyové. Když ho poprvé Harry viděl ve třídě, bylo vidět, že kvůli tomu, že bude učit, byl napaden ostatními kentaury. V šestém díle pokračoval v učení spolu s Trelawneyovou, protože se nemohl vrátit do Zapovězeného lesa, protože už by nebyl ostatními kentaury přijat. V sedmém díle se účastní bitvy o Bradavice. Ve filmu Harry Potter a Kámen mudrců Firenzeho daboval Ray Fearon.
| Profesor Jasnovidectví v Bradavicích | Profesor Jasnovidectví v Bradavicích | Profesor Jasnovidectví v Bradavicích    |
| ------------------------------------ | ------------------------------------ | --------------------------------------- |
| Předchůdce: Sibylla Trelawneyová     | 1995 – 1996 Firenze                  | Nástupce: on sám a Sibylla Trelawneyová |

| Profesor Jasnovidectví v Bradavicích | Profesor Jasnovidectví v Bradavicích      | Profesor Jasnovidectví v Bradavicích |
| ------------------------------------ | ----------------------------------------- | ------------------------------------ |
| Předchůdce: on sám                   | od 1996 Firenze se Sibyllou Trelawneyovou | Nástupce: Parvati Patilová           |

### Argus Filch
Argus Filch je bradavický školník. Ačkoli není jednoznačně zápornou postavou, kvůli své přísnosti a přehnaném lpění na pravidlech a zavádění nových pravidel je neoblíben mezi bradavickými studenty. Je člověkem, který zná nejvíce tajemství bradavického hradu hned po Lordu Voldemortovi, Weasleyových dvojčatech, Jamesi Potterovi, Siriovi Blackovi, Remusovi Lupinovi a Petru Pettigrewovi. Známý je především kvůli tomu, že touží po znovuzavedení tělesných trestů pro studenty, což se mu splní po tom, co se Umbridgeová stane ředitelkou, a také pro nenávist vůči různým kouzelnickým hlučným hračkám a věcem, kvůli kterým by musel uklízet hrad.
Ve druhém díle je uvedeno, že je Filch moták. To je také důvodem jeho hořkosti – sám neumí kouzlit, i když by chtěl, a všude kolem něj se stále noví a noví lidé učí kouzelnickému umění. V sedmém díle je přítomen při bitvě o Bradavice a můžeme ho zahlédnout, jak ho ošetřuje profesor Křiklan. Po bitvě se poněkud komicky snaží uklízet nepořádek – velkou hromadu kamení a dřeva – pouhým koštětem.

#### Paní Norrisová
Filch vlastní kočku – Paní Norrisovou. Je prakticky jeho jedinou společnicí a většinou slouží jako jeho špeh. Když se někde objeví Paní Norrisová a najde nějakého studenta překračujícího školní řád, okamžitě se za ní objeví školník. Kvůli tomu se jí studenti vyhýbají. Její nejdůležitější rolí v knize bylo, když po pohledu baziliška ve druhém díle zkameněla – byla první obětí znovu otevřené tajemné komnaty. Zřejmě vidí nebo alespoň cítí člověka, který je pod neviditelným pláštěm – vždycky, když se v její blízkosti Harry pod pláštěm objevil, Paní Norrisová se na ono místo dívala.

### Filius Kratiknot
Filius Kratiknot (v originále Filius Flitwick) je profesorem kouzelných formulí a ředitel havraspárské koleje.
V knize je popisován jako maličký hubený kouzelník, který se vždycky musel postavit na hromádku knih, aby viděl přes stůl. Vyskytly se proto domněnky, že je napůl skřet a napůl kouzelník. Jeho přesné stáří není známo, z knihy lze vyvodit, že není právě nejmladší.
Často pracuje také mimo učebnu, protože pomáhá vybavit školu obrannými formulemi. Učil třeba poznat vstupní bránu podobu Siria Blacka. V pátém díle odstranil většinu z toho, co způsobily vynálezy Freda a George Weasleyových, kterých se nemohla Dolores Umbridgeová zbavit. Na památku na toto období však ponechal část bažiny, kterou stvořili uvnitř školy s tím, že to je „ukázka dobře provedeného kouzla“. V sedmém díle bojuje v závěrečné bitvě o Bradavice s Yaxleyem a Antonínem Dolohovem.

### Horacio Křiklan
Horácio Křiklan (v originále Horace Slughorn) se v sérii objeví až v šestém díle. Býval učitelem lektvarů a ředitelem zmijozelské koleje v Bradavicích. Na tato místa pak postupně nastoupil znovu.
Na místo profesora lektvarů nastoupil na žádost Albuse Brumbála. Hlavní zásluhu na přesvědčení Křiklana má Harry Potter, kterému se nevědomky povedlo Křiklanovi připomenout dřívější oblíbené a slavné studenty, s nimiž Křiklan stále komunikoval do doby, než se ho smrtijedi pokusili přemluvit, aby rozšířil jejich řady. Jmenováním Křiklana do funkce profesora lektvarů Brumbál sledoval zřejmě mnohé záměry. Mimo jiné také doufal, že od Křiklana získá vzpomínku, která se týká lorda Voldemorta.
Tuto vzpomínku se Harrymu podaří získat za pomoci lektvaru felix felicis a Hagrida. Hagridovi zemře pavouk Aragog. Tento pavouk patřil mezi akromantule, jejichž jed je velmi cenný, což Křiklana naláká na pavoukův pohřeb, kde mrtvého spolu s Hagridem zapijí. Poté, co mu Harry řekne, že jeho matka, jedna z jeho nejoblíbenějších žáků, obětovala život za svého jediného syna, i když nemusela zemřít, opilý daruje Harrymu vzpomínku, ve které říká Raddleovi o viteálech a že není bezpečné, ale ne nemožné dělit duši na více částí. Brumbál se jen potřeboval ujistit, jestli se Raddle dozvěděl od Křiklana o možnosti stvoření více viteálů.
Křiklan také Raddlea upozornil, že je rozhodně lepší zemřít než zůstat na světě s pomocí takového viteálu. Tom se zeptal: „Jak se dá rozdělit duše?“ Horácio mu odpověděl téměř otcovsky: „Měl bys chápat, že duše má zůstat nedotčená a celistvá. Její rozdělení je zločinem, je to proti přirozenému běhu světa.“ Řekne mu také, že k rozdělení duše dojde při činu nejhrubšího násilí a největšího zla – vraždou, která kouzelníkovi roztrhne duši. Tuto odtrženou část lze zaklínadlem vtělit do již existujícího jsoucna. Tím vznikne viteál. To ovšem Raddlea tolik nezajímá, protože tohle už ví, zajímá se spíše o možnost mít sedm viteálů, protože sedmička je magické číslo a jen jeden viteál by mu nemusel stačit.
Křiklan zřejmě této konverzace později litoval, protože si uvědomoval, co způsobilo Voldemortovu pozdější povahu a hrůzy, které napáchal.
V sedmém díle se Křiklan účastní závěrečné bitvy o Bradavice. Nejdříve se nechá evakuovat z Bradavic spolu se studenty, ale pak nejen, že se vrátí, ale dokonce bojuje se samotným Voldemortem.
Profesor Křiklan je v knize popisován jako velice tlustý muž, kterému na hábitu málem odlétnou knoflíky, má také velice rád pohodlí, a  je šťasten když má kolem sebe slavné či vlivné osobnosti.
| Profesor Lektvarů v Bradavicích | Profesor Lektvarů v Bradavicích | Profesor Lektvarů v Bradavicích |
| ------------------------------- | ------------------------------- | ------------------------------- |
| Předchůdce: ?                   | Horácio Křiklan ? – 1981        | Nástupce: Severus Snape         |
| Severus Snape                   | od 1996                         | úřadující                       |

| Ředitel Zmijozelu | Ředitel Zmijozelu        | Ředitel Zmijozelu       |
| ----------------- | ------------------------ | ----------------------- |
| Předchůdce: ?     | Horácio Křiklan ? – 1981 | Nástupce: Severus Snape |
| Severus Snape     | od 1996                  | úřadující               |

#### Křikův klub
Křikův klub je název skupiny oblíbených studentů Horacia Křiklana. Křiklan se většinou snaží získat přízeň studentů z vlivných rodin a studentů, kteří ho zaujmou svými vlastnostmi nebo kouzelnickými schopnostmi. Později toho využívá k různým výhodám, dostává od nich dárky, získává od nich protekční zboží či služby. Konexe využívá také k tomu, aby členům svého klubu získal zaměstnání nebo protekci u starých členů. Během školního roku pořádá Křiklan různé večírky a večeře pro členy. Odmítá studenty příbuzné se smrtijedy. Podle Molly Weasleyové je ministerstvo plné lidí, které tam dostal Křiklan.

### Zlatoslav Lockhart
Zlatoslav Lockhart (v originále Gilderoy Lockhart) je narcistická čarodějnická celebrita, která napsala mnoho knih o svých velký úspěších v boji s nebezpečnými tvory. Ve druhém díle se stane profesorem obrany proti černé magii. V první hodině dá studentům test o sobě. Je velmi nepopulární mezi ostatními učiteli, ale je oblíbený mezi dívčí částí studentů, i u Hermiony. Harry ho také nemá rád, protože Lockhart si o něm myslí, že se snaží neustále získávat pozornost svými různými činy (jako například, když přiletěl autem do školy nebo, když si ho chtěl Colin Creevey vyfotit a pak si nechat podepsat fotku). Na konci knihy je přinucen jít s Harrym a Ronem do Tajemné komnaty, kde vyjde najevo, že Lockhart žádnou věc, o které psal ve svých knihách, neudělal, že pouze vždy získal informace od jiných lidí, kterým pak vymazal paměť. To chtěl udělat i Harrymu a Ronovi, když se dostali do Tajemné komnaty, ale kouzlo se obrátilo proti němu a o paměť tak přišel on sám. Zlatoslav Lockhrat byl průměrným kouzelníkem a dokonale uměl ovládat pouze jedno zaklínadlo, kouzlo zapomnění. Může se zdát zvláštní, proč geniálním ředitel, jakým Albus Brumbál bezesporu byl, nechal učit v Bradavicích někoho, jako byl Lockhart. Brumbál měl totiž plán odhalit podvody Zlatoslava Lockharta, jelikož sám znal dva kouzelníky, jejíž zásluhy si Lockhart přisvojil a připravil je zároveň o paměť. Šlo tak o Brumbálův trik, jak Lockhrata odhalit. 
V pátém díle ho Harry, Ron a Hermiona potkají u svatého Munga, kde je zavřený. Na nic si nepamatuje, ale má stále touhu po tom dávat lidem autogramy a stále mu chodí mnoho dopisů od fanynek.
| Profesor Obrany proti černé magii v Bradavicích | Profesor Obrany proti černé magii v Bradavicích | Profesor Obrany proti černé magii v Bradavicích |
| ----------------------------------------------- | ----------------------------------------------- | ----------------------------------------------- |
| Předchůdce: Quirinus Quirell                    | 1992–1993 Zlatoslav Lockhart                    | Nástupce: Remus Lupin                           |

### Minerva McGonagallová
Minerva McGonagallová (* 4. říjen 1935) je ředitekou nebelvírské koleje a dokonce i Bradavic, od prosince 1956 profesorkou přeměňování (všechny předchozí funkce převzala po Albusi Brumbálovi). Patří mezi nejlepší čarodějky, je jedna ze sedmi registrovaných zvěromágů (bere na sebe podobu mourovaté kočky). V knize se poprvé objevila již v první kapitole.
Je vysoká a přísně vyhlížející. Má černé vlasy svázané do drdolu, zelené oči a obvykle nosí smaragdově zelený hábit a špičatý klobouk nakloněný na jednu stranu. Taky nosí hranaté brýle. Je přísná, ale spravedlivá. Neprojevuje moc často emoce, i když vše cítí. Pokud se výrazněji projeví, může to být pro ostatní šok. Harry tvrdí, že jedna z nejhorších věcí, kterou v životě slyšel, byl výkřik profesorky McGonagallové na konci sedmého dílu, poté, co se dozvěděla, že je Harry mrtvý. V mládí studovala v nebelvírské koleji.
Byla s Brumbálem, když svěřoval Harryho do péče Dursleyových. Je fanynkou famfrpálu, a tak v prvním díle dostala Harryho do nebelvírského famfrpálového týmu, v témže roce přeměnila šachové figury, aby byly schopny samy hrát šachy – to byl jeden z úkolů, kterými musel Harry projít, když chtěl získat Kámen mudrců. Kvůli své spravedlivé povaze neuznávala profesorku Dolores Umbridgeovou, která působila v pátém díle na škole jako vrchní vyšetřovatelka a později jako ředitelka. V té době také strávila čas v nemocnici sv. Munga poté, co byla zasažena kletbami, které na ni vyslali Umbridgeová a její vyšetřovatelský sbor, když se jim snažila zabránit ve vyhnání Hagrida z Bradavic. Na konci šestého dílu se stala po smrti Brumbála na chvíli zastupující ředitelkou Bradavic, ale kvůli chopení moci Voldemortem byla v sedmém díle nahrazena dvojitým agentem Severusem Snapem. Na konci sedmého dílu pustí Amycuse Carrowa do havraspárské společenské místnosti, když hledá svou sestru Alektu. Když se Amycus snaží svést Alektinu vinu ze zavolání Voldemorta na studenty, McGonagallová okamžitě zasahuje, Amycus jí nakonec plivne do tváře. To pobouří Harryho, schovaného pod neviditelným pláštěm, natolik, že se odhalí a použije proti Amycusovi kletbu Cruciatus. Poté, co získá informace od Harryho, zburcuje školu k odporu proti Voldemortovi a protože neví, že Snape je stále na jejich straně, vyhodí ho ze školy. Pak organizuje bitvu o Bradavice a nakonec bojuje spolu s Kingsley Pastorkem a Horaciem Křiklanem proti samotnému Voldemortovi. Po smrti Severuse Snapea se stala bradavickou ředitelkou znovu.
Ve filmu ji ztvárnila Maggie Smith. Rowlingová se při pojmenování postavy inspirovala příjmením skotského básníka Williama McGonagalla (1825–1902).
| Ředitelka Bradavic        | Ředitelka Bradavic          | Ředitelka Bradavic  |
| ------------------------- | --------------------------- | ------------------- |
| Předchůdce: Severus Snape | 1998– Minerva McGonagallová | Nástupce: úřadující |

| Profesorka Přeměňování v Bradavicích | Profesorka Přeměňování v Bradavicích | Profesorka Přeměňování v Bradavicích |
| ------------------------------------ | ------------------------------------ | ------------------------------------ |
| Předchůdce: Albus Brumbál            | 1956– Minerva McGonagallová          | Nástupce: úřadující                  |

| Ředitelka Nebelvíru       | Ředitelka Nebelvíru             | Ředitelka Nebelvíru       |
| ------------------------- | ------------------------------- | ------------------------- |
| Předchůdce: Albus Brumbál | 1956–1998 Minerva McGonagallová | Nástupce: Sturgis Tobolka |

### Poppy Pomfreyová
Madam Pomfreyová je kouzelnická léčitelka, která pracuje na bradavické ošetřovně. Je velmi přísná okolo dodržování pravidel léčení. Vždy se dobře stará o studenty a v drtivé většině případů se jí je podaří vyléčit (například ve druhém díle, když Harrymu Lockhart odstranil kosti v ruce, nebo zkamenělé po útoku baziliškem). V pátém díle by rezignovala na protest proti Umbridgeové, kdyby neměla starost o to, kdo se bude starat o nemocné studenty. V sedmém díle spolu s Filchem řídí evakuaci studentů a později pomáhá léčit zranění.

### Pomona Prýtová
Pomona Prýtová (v originále Pomona Sprout) je bradavickou profesorkou bylinkářství a ředitelkou mrzimorské koleje.
V knize je profesorka Prýtová popisována jako obtloustlá malá čarodějka, která má hábit často špinavý od hlíny, protože tráví mnoho času ve sklenících. Ačkoli se objeví již v prvním díle, větší roli dostane až ve druhém díle, kde učí své studenty druhého ročníku o mandragorách, pomocí kterých později spolu s madam Pomfreyovou vyléčí napadené baziliškem. Jako většina bradavických učitelů je později proti Dolores Umbridgeové a nehlasně podporuje Harryho v tom, že chce odhalit veřejnosti pravdu o Voldemortovi. V šestém díle je pro to, aby byly Bradavice stále otevřeny i po Brumbálově smrti s tím, že by si to tak přál. Pak se účastní jeho pohřbu, kde je oblečena čistěji než kdy předtím. V posledním díle pomáhá svými znalostmi o rostlinách ochránit Bradavice před smrtijedy a Voldemortem. V epilogu posledního dílu je uvedeno, že na její místo profesorky bylinkářství nastoupil Neville Longbottom, nejsou ale známy okolnosti jejího odchodu.

### Quirinus Quirrell
Quirrell byl v prvním díle profesorem obrany proti černé magii. V prvním díle je řečeno, že začal koktat po incidentu s upíry a ježibabou na svých cestách. Harry ho poprvé potkal v Děravém kotli. Krátce poté se Quirrell vloupá do banky Gringottových. Zatímco Harry po celý školní rok podezírá ze všech Quirrellových činů Snapea, Quirrell se snaží během famrpálového zápasu kletbou Harryho shodit z koštěte, během Halloweenu pustí do školy trolla a nakonec se i vydá pro Kámen mudrců. Na konci vyjde najevo, že byl služebníkem Lorda Voldemorta, jehož přízrak ho ovládal. Quirrell s Harrym bojuje, ale díky ochraně, kterou Harrymu poskytla matka, umírá. J. K. Rowlingová řekla, že předtím, než přijal Quirrell místo učitele obrany proti černé magii, učil studium mudlů. Tu v Bradavicích vyučoval do roku 1990. Poté si dal dva roky volno, kdy cestoval po Evropě a snažil se najít to, co zbylo po Lordu Voldemortovi. Doufal, že se od něj naučí zručnosti a kouzelnickému umu. Jakmile Voldemort zjistil, že se jedná o učitele v Bradavicích, tak se okamžitě zmocnil jeho těla.
| Profesor Obrany proti černé magii v Bradavicích | Profesor Obrany proti černé magii v Bradavicích | Profesor Obrany proti černé magii v Bradavicích |
| ----------------------------------------------- | ----------------------------------------------- | ----------------------------------------------- |
| Předchůdce: profesor Brenchmark                 | 1991–1992 Quirinus Quirrell                     | Nástupce: Zlatoslav Lockhart                    |

| Profesor studia mudlů v Bradavicích | Profesor studia mudlů v Bradavicích | Profesor studia mudlů v Bradavicích |
| ----------------------------------- | ----------------------------------- | ----------------------------------- |
| Předchůdce: ?                       | ? – 1991 Quirinus Quirrell          | Nástupce: Charity Burbageová        |

Chodil do Havraspárské koleje.

### Sibylla Trelawneyová
Sibylla Patricia Trelawneyová je profesorkou jasnovidectví. Poprvé se objevila ve třetím díle, když začali Harry, Ron a Hermiona chodit na hodiny jasnovidectví. Všichni tři záhy dospěli k přesvědčení, že je Trelawneyová šarlatánka. Podle McGonagallové Trelawneyová předpovídá každý rok smrt jednoho studenta, ale doposud žádný z nich nezemřel, v Harryho ročníku předpověděla „nečekaně“ Harryho smrt a poté mu ji předpovídala opakovaně. Většina jejích předpovědí se nevyplní, ale čas od času se do něčeho strefí. Jsou známy dva případy, kdy předpověděla skutečné události. Poprvé předpověděla osud Harryho a Voldemorta, podruhé návrat Voldemorta po tom, co se k němu vrátí jeho věrný služebník Petr Pettigrew. Díky první předpovědi, kterou přednesla při nástupním pohovoru u Brumbála, byla přijata na své místo v Bradavicích. V pátém díle je propuštěna za velké pozornosti Umbridgeovou, ale díky Brumbálovi mohla na hradě zůstat bydlet. V šestém díle se vrátí k učení, ale těžce nese, že se musí o žáky dělit se svým zástupcem v pátém díle – kentaurem Firenzem. Svůj žal a roztrpčení se pokoušela utápět v alkoholu, do Komnaty nejvyšší potřeby si začne schovávat prázdné lahve od Cherry. V sedmém díle se účastní závěrečné bitvy o Bradavice, mj. tak, že po smrtijedech hází křišťálové koule. Poté je viděna, jak spolu se svojí oblíbenou studentkou Parvati Patilovou oplakává zesnulou Levanduli Brownovou.
| Profesorka Jasnovidectví v Bradavicích | Profesorka Jasnovidectví v Bradavicích | Profesorka Jasnovidectví v Bradavicích |
| -------------------------------------- | -------------------------------------- | -------------------------------------- |
| Předchůdce: ?                          | 1979 – 1995 Sibylla Trelawneyová       | Nástupce: Firenze                      |

| Profesorka Jasnovidectví v Bradavicích | Profesorka Jasnovidectví v Bradavicích  | Profesorka Jasnovidectví v Bradavicích |
| -------------------------------------- | --------------------------------------- | -------------------------------------- |
| Předchůdce: Firenze                    | od 1996 Sibylla Trelawneyová s Firenzem | Nástupce: úřadující                    |

### Charity Burbageová
Charity Burbageová (? – 1997/8) byla profesorka studia mudlů v Bradavicích.
Svoje místo převzala po profesoru Quirinusovi Quirellovi, který se v roce 1991 stal učitelem obrany proti černé magii. V sedmém díle byla zavražděna Voldemortem a pak jí snědl had Nagini, protože říkala o mudlech dobré věci a že by bylo přínosné se s nimi pářit.
| Profesorka Studia mudlů v Bradavicích | Profesorka Studia mudlů v Bradavicích | Profesorka Studia mudlů v Bradavicích |
| ------------------------------------- | ------------------------------------- | ------------------------------------- |
| Předchůdce: Quirinus Quirell          | 1991 – 1997/8 Charity Burbageová      | Nástupce: Alecto Carrowová            |

### Další zaměstnanci
- Batsheeda Babblingová – profesorka starodávných run, nikdy nebyla uvedena v knize, známá přímo od Rowlingové(1878-2002)
- Albus Brumbál – ředitel Bradavic, profesor přeměňování v době, kdy byl bradavickým ředitelem Armando Dippet
- Alekto Carrowová – profesorka studia mudlů dosazená Voldemortem
- Amycus Carrow – profesor černé magie (tak se ten předmět jmenoval za lorda Voldemorta) dosazený Voldemortem
- Vilemína Červotočková – dočasná učitelka péče o kouzelné tvory ve čtvrtém a pak i v pátém díle (1929-1996)
- Dilysa Derwentová – byla ředitelkou Bradavic od roku 1741 do roku 1768. Předtím byla léčitelkou v nemocnici u sv. Munga (1722–1741). Jedna z nejlepších a nejúspěšnějších ředitelek, které Bradavice kdy měly. Zároveň i velmi proslulá léčitelka. Její podobizna se nachází v Bradavicích, v nemocnici sv. Munga a jiných kouzelnických institucích. (1701-1768)
- Everard – bývalý ředitel Bradavic (1617-1723)
- Dexter Fortescue – bývalý ředitel Bradavic (1699-1804)
- Rubeus Hagrid – šafář a klíčník, později profesor péče o kouzelné tvory (1928-2007)
- Rolanda Hoochová – profesorka létání, rozhodčí famfrpálových zápasů, byla popisována jako učitelka s orlíma očima
- Sylvanus Kettleburn – profesor péče o kouzelné tvory před Hagridem, uveden ve třetím díle, kdy Brumbál říká, že odešel na odpočinek, aby se staral o své zbývající končetiny (1894-1993)
- Wilkie Křížek – profesor přemisťování vyslaný ministerstvem (1931-1999)
- Neville Longbottom – profesor bylinkářství (1980-2066)
- Remus Lupin – profesor obrany proti černé magii (1960-1998)
- Galatea Merrythoughtová – profesorka obrany proti černé magii v době, kdy Bradavice navštěvoval Tom Rojvol Raddle (1857-1955)
- Alastor Moody – profesor obrany proti černé magii (1929-1997)
- Ogg – bradavický hajný před Hagridem (1882-1980)
- Salvatore Aristo – profesor obrany proti černé magii (1890-1993)
- Irma Pinceová – knihovnice, snaží se chránit knihy před studenty (1906-2004)
- Apollyon Pringle – bradavický školník v době, kdy školu navštěvovala Molly Weasleyová (1848-1950)
- Aurora Sinistra – profesorka astronomie, žádná hodina astronomie nebyla nikdy v knize popsána (1962-2015)
- Dolores Jane Umbridgeová – profesorka obrany proti černé magii, ředitelka, vrchní vyšetřovatelka, první náměstkyně ministra kouzel, předsedkyně komise pro registraci mudláků (1954-2028
- Septima Vectorová – profesorka věštění z čísel (1903-2000)
- Herbert Beery – bývalý profesor bylinkářství v Bradavicích v dobách, kdy byl ředitelem školy Armando Dippet (1890-1956)

## Duchové

### Skoro bezhlavý Nick
Sir Nicholas de Mimsy-Porpington († 31. říjen 1492) spíše známý jako Skoro bezhlavý Nick (angl. Nearly headless Nick) je nebelvírský kolejní duch. Byl odsouzen k trestu smrti setnutím hlavy poté, co se mu nezdařila kletba na narovnání zubů. Katova sekera byla ale tupá, a tak se ani po 45 seknutích Nickova hlava neoddělila od těla. Z Nicka a Harryho se stali přátelé hlavně po tom, co ve druhém díle navštívil jeho oslavu úmrtí.
Ve druhém díle se také Nick stane jednou z obětí baziliška, ale protože už byl mrtvý, nemohl zemřít znovu, a tak zkameněl. V pátém díle, když Harry hledal nějakou naději, že se Sirius Black vrátí po své smrti zpět, se ho Harry ptal na to, co se stane po smrti. Nick mu ale řekne, že to neví a že jako duch se může vrátit pouze kouzelník, který se bojí smrti a chce se vrátit. Nick se naposledy objeví v sedmém díle, kdy se ho Harry ptá na Šedou dámu.

### Tlustý mnich
Tlustý mnich (angl. The Fat Friar) je kolejním duchem Mrzimoru. Je to usmívající se muž, který často odpouští. V prvním díle se například přimlouval za další šanci pro Protivu, když „uvítal“ nové prváky.

### Šedá dáma
Za života Helena z Havraspáru, po smrti známá jako Šedá dáma (angl. The Grey lady) je kolejním duchem Havraspáru. Až do posledního dílu se v knize objevovala pouze v náznacích. V posledním díle ale sehrála podstatnou roli při pátrání po diadému Roweny z Havraspáru, předposledním viteálu. Havraspárská studentka Lenka Láskorádová Harrymu před bitvou o Bradavice ukáže bustu Heleniny matky Roweny a falešný diadém, který je už několik desetiletí ztracený. Harryho poté napadne, že si musí promluvit s někým mrtvým z Havraspáru. Když Helenu najde, zjistí, že diadém Roweny z Havraspáru je v Komnatě Nejvyšší potřeby. Helena řekne Harrymu, že diadém ukradla své matce a že ten, kdo si jej nasadí, se stane chytřejším. Po krádeži se schovala v Albánii. Umírající Rowena si přála svou dceru znovu vidět, a tak pro ni poslala Krvavého Barona, kolejního ducha Zmijozelu, pod pohrůžkou, že nebude mít klid, dokud Helenu nepřivede zpět. Baron ji najde, ale Helena se odmítne vrátit; Baron ji v záchvatu vzteku zabije bodnutím do hrudi. Protože ji ale miloval, sám se pak zabije stejnou zbraní. Diadém je ukrytý v dutině stromu v Albánii, dokud ho tam nevyzvedne Voldemort, který příběh vyslechl od Heleny. Voldemort z diadému pak udělal viteál – znesvětil jej černou magií.

### Krvavý baron
Krvavý baron (angl. The Bloody baron) je kolejním duchem Zmijozelu a je jedinou osobou kromě Brumbála a dvojčat Weaslyových, jehož slovo platí na Protivu. Protiva se ho z nějakého neznámého důvodu bojí. Krvavým je nazýván, protože je pokryt krví, která stříbřitě září na jeho duším těle. Od krve je na památku své lásky – Heleny z Havraspáru (Šedé dámy), kterou ve vzteku zabil, když ji na pokyn Roweny z Havraspáru hledal. Někdy chodí v okovech na rukou a na nohou na znamení pokání za vraždu, kterou spáchal.

### Protiva
Protiva (angl. Peeves) je poltergeist. Protiva také není doopravdy duch, ale strašidlo. Obtěžuje obyvatele Bradavic svým věčným ničením, výbuchy, špiněním věcí apod. Ve škole nikoho neposlouchá s výjimkou Brumbála a Krvavého barona. Argus Filch, který musí jeho nepořádek neustále uklízet, několikrát žádal o Protivovo vyhnání z hradu. Ačkoli Protiva nikoho neposlouchá, splnil přání dvojčat Weasleyových, když v pátém díle opouštěli Bradavice pod nadvládou Dolores Umbridgeové, aby Umbridgeové udělali ve škole peklo. A skutečně během vlády Umbridgeové v Bradavicích se Protiva obzvláště snažil napáchat co nejvíce škod. Když se Umbridgeová snaží potají odejít z Bradavic, Protiva ji pronásleduje s holí a hází po ní křídy. Během závěrečné bitvy o Bradavice v sedmém díle se přidá do boje proti smrtijedům, na konci zpívá vítěznou píseň pro Harryho. (Je jen v knížce, ale ve filmu ne.)

### Ufňukaná Uršula
Ufňukaná Uršula (angl. Moaning Myrtle) se poprvé objeví ve druhém díle. Obývá dívčí umývárnu ve druhém patře. Její přezdívka souvisí s tím, že má v povaze neustále brečet, obzvláště, když někdo zmíní její smrt. Svým pláčem často zatopí svou umývárnu. Během studia v Bradavicích navštěvovala Havraspár.
Ve druhém díle je uvedeno, že Uršula je duch mudlovské čarodějky, která zemřela 50 let předtím, než se odehrává děj. Během studia se jí spolužáci často vysmívali, což mělo za následek její deprese, proto chodila často do umývárny v druhém patře, kde se vybrečela. Jednou, když tam brečela, Tom Rojvol Raddle otevřel Tajemnou komnatu, ze které vylezl bazilišek a zabil ji. Její smrt byla využita k vytvoření prvního viteálu – deníku. Po smrti Uršula neustále pronásledovala spolužačku Olivii, která se jí nejvíce vysmívala a ta si pak stěžovala na ministerstvu a Uršula se musela vrátit do Bradavic.
Ve čtvrtém díle Uršula pomůže Harrymu s rozluštěním druhého úkolu – řekne mu, že má kouzelné vejce ponořit pod vodu. V šestém díle se k ní chodí vyplakat a vypovídat Draco Malfoy. Když Harry proti Dracovi použije kletbu Sectumsempra, Uršula vyběhne z umývárny a začne po škole ječet, že Harry zabil Draca.